# Tempelbezirk von Eschweiler-Fronhoven
Der Tempelbezirk von Eschweiler-Fronhoven war ein Matronenheiligtum, das bei den ehemaligen Eschweiler Ortsteilen Fronhoven und Lohn 1980 entdeckt wurde und aus der Zeit des 2. bis 4. Jahrhunderts stammt. Der Ort war vermutlich der zentrale Kultort und Doppelheiligtum für die Matronae Alaferhviae und für die bis dato unbekannten Matronae Amfratninae.

## Auffindung
Im Vorlauf der Erschließung des Braunkohletagebaugebiets „Zukunft West“ 1980, wurde zwischen den Ortsteilen Fronhoven und Lohn nach ersten Prospektionen in der Flur „Domerberg“ im Frühjahr (Januar bis März) ein römerzeitliches Heiligtum ergraben. Oberhalb des Tempelbezirks lag am Hang ein spätlatenèzeitliches Brandgräberfeld. Sowohl die Ortschaften wie auch die Fundplätze sind heute durch den Tagebau abgebaggert.

## Befund
Das untersuchte Areal von 2.000 m² befand sich leichtabfallend am Westrand des Domerbergs. Das Gelände des Tempelbezirks hatte die Größe von 80 × 90 m und wurde von einem Graben umfasst und durch eine Trennmauer (Temenos) vom Umfeld abgegrenzt. Zum Heiligtum gehörte ein Ensemble aus vier Gebäuden (A, B, C, D), von deren Mauerwerk nur die Stickungen und Ausbruchslöcher (i. e. die Fundamente) erhalten waren. Zwei der Gebäude wurden als Sakralbauten angesprochen (A, B). Gebäude A war ein rechteckiger Bau mit einer rechteckigen Apsis und B war ein rechteckiger gallo-römischer Umgangstempel. Die Gebäude A, D und B waren um einen zentralen Platz angeordnet, in dessen Mitte ein 20 m tiefer und 1,5 m breiter Brunnen angelegt war. C war südöstlich hinter B angelegt, nordöstlich von beiden Bauten wurden der Graben und die Trennmauer angeschnitten. Die Befunde deuten auf mehrere Bauphasen hin: Bau B und C sind zur gleichen Zeit errichtet und beziehen sich auf einander, zudem zeigen sie die gleichen Fundamentierungen und Stickungen. A und D lassen sich chronologisch nicht fassen, zumal nur die Ausbruchslöcher der Fundamentmauern nachweisbar waren. Die Anlage des Brunnens ist in spätantiker Zeit des 5. Jahrhunderts erfolgt.
- Bau A war südöstlich ausgelegt, dessen Eingang sich an der Frontseite im Nordosten befand, die Frontmauer überragte die Seitenmauern zu beiden Seiten um 0,50 m. An der (Süd)Westseite war die Apsis angebaut. Der Bau hatte die Ausmaße von 12, 50 × 9,50 m, die Mauern hatten am Fundament eine durchschnittliche Stärke von 1 bis 1,10 m, dessen Stickungen nicht gefasst werden konnten.

- Bau B befand sich 26 m östlich von Bau A mit der Front in nordöstlicher Ausrichtung und einem Eingang, der durch eine leicht vorspringende Fundamentierung erkennbar war. Die Cella des Umgangstempel hatte die Maße von 6,00 × 5,20 m mit einer 0,80 m starken Mauer. Der Umgang war 12,10 × 11,20 m mit einer Gangbreite von 2,25 m unter einer Mauerdicke von 0,70 m. Der Basilikabau wird als Versammlungsraum der Curiae (Tempelbediensteten) gedeutet.

- Bau C lag südöstlich von B und war eine dreißig Meter lange Halle mit einer Breite von 5,80 m und einem 1 bis 1,10 m starken Mauerwerk. Die zu B gewandte Längsmauer hatte innen und außen vorspringende Fundamenrtierungen, die auf eine pilasterartige Gliederung hindeuten. Der Bau wird als Votivhalle gedeutet.

- Bau D lag im Nordwesten des Areals gegenüber von B. Der rechteckige Bau hat die Abmessung von 10,50 × 8,00 m. Vorgelagert an  der Front (Südostseite) zum zentralen Platz hin wurden Pfostenlöcher festgestellt, die auf einen Porticus hindeuten. Der Bau wird als Wirtschaftsbau gedeutet zur Versorgung der Besucher und findet eine analoge Form im Bau D des Tempelbezirks von Nöthen/Pesch.

Westlich von D wurden Öfen entdeckt, deren Funktion unbekannt blieb. Der zentrale Platz zeigt einige Pfostenlöcher in strukturierten Gruppenanordnungen, die jedoch nicht zu Baugrundrissen ergänzt werden konnten. Der im Spätsommer 1980 bei Baggerarbeiten entdeckte Brunnen wurde bis zum Grund ausgegraben. Die Brunnenmauer ruhte auf zwanzig 1,50 m langen und 0,25 m breiten Eichenbohlen, die senkrecht in den Boden eingelassen waren. Für die Wandung des Mauerkranzes wurden zahlreiche zu Quadern behauene, bearbeitete (Dekore) Steine (insgesamt 100 davon 39 Weihinschriften teils fragmentiert, drei mit figuralen Darstellungen), die aus gelbweißem, gelben und roten Sandstein bestanden sowie aus Tuff und aus Grauwacke.

## Funde
Der Fundniederschlag reicht vom 2. bis ins 4. Jahrhundert. Neben den prominenten Funden der zahlreichen Votivsteine wurden in der Brunnenverfüllung Scherben von Terra Sigillata und Fundstücke aus Bronze wie Fibeln, Nadeln und Münzen gemacht. Den Schlusspunkt der Münzreihe ist eine bisher unveröffentlichte Seriation aus valentinianischer Zeit aus der zweiten Hälfte des 4. Jahrhunderts. In der Brunnenfüllung wurden römische Ziegelfragmente, Keramik, drei Bleigewichte (eins geteilt, eins in Form eines Fußes und eins gestempelt) sowie ein Kamm, Nadeln und Münzen gefunden.
Die chronologische Taxierung der Keramik zeigt eine Hauptzeit der Nutzung des Tempelbezirksan, die in der Zeit des 2. bis 3. Jahrhunderts lag, Keramik des 4. Jahrhunderts hingegen ist seltener belegt. Die dendrochronologische Untersuchung der Brunnenpfähle hat ein Fälldatum nach dem Jahr 400 ergeben.
In einem Brunnen zwischen beiden Tempeln fanden sich über 100 Steinfragmente. Sie bildeten den Brunnenschacht. Darunter waren 40 Fragmente mit Inschriften und 3 figürliche Matronensteine. Es handelt sich um die Matronae Alaferhuiae (14 Inschriften) und die Matronae Amfratninae (12 Inschriften).